# Walzrichten
Das Fertigungsverfahren Walzrichten zählt nach DIN 8586 zu den Umformverfahren (Hauptgruppe 2). Das Walzenrichten gehört zum Biegeumformen, genauer gesagt zum Biegeumformen mit drehender Werkzeugbewegung bzw. zum Walzbiegen. Maschinen zum Richten nennt man Walzenrichtmaschinen oder einfach Richtmaschinen. Weitere Unterteilungen hängen von den Eigenschaften der Richtmaschinen ab.
Andere Richtverfahren sind z. B. das Richten mit Pressen (Richtpressen) oder das Richten von Hand (mit Hammer und Flamme), um die häufigsten Alternativen zu nennen. Walzenrichtmaschinen werden vor allem zum Richten von Coils, Blechtafeln oder -teilen eingesetzt. Die Vorteile des Richtens mit Walzenrichtmaschinen sind dabei vor allem:
- hohe Ebenheit des Blechs
- Spannungsreduktion im Blech
- schnell
- weitgehend automatisiert.

## Richtverfahren
Das Richten mit Walzenrichtmaschinen ist ein Biegeprozess. Das Richtgut wird dabei immer kleiner werdenden Wechselbiegungen ausgesetzt, die durch versetzt angeordnete Richtwalzen entstehen. Den Verlauf der Biegungen kann man sich bildlich wie eine abklingende Sinuskurve vorstellen. Am Maschineneinlauf muss eine Krümmung vorherrschen, welche größer ist als die größte Krümmung im unplanen Blech. Krümmungen und Durchbiegungen müssen sich in Richtung Auslauf so stark verringern, dass das Richtgut am Auslauf der Maschine in den planen Zustand zurückfedert. Das Richtgut ist am Ende plan und nahezu spannungsfrei, bedingt durch die Wechselbiegungen und die stetige Verringerung der Umformung.
Abschnitte, welche im Blechteil unter Spannung stehen, werden über die Streckgrenze hinaus gedehnt, damit eine einheitliche Faserlänge entsteht.
Da es sich beim Walzenrichten um einen kontinuierlichen Prozess im Durchlaufprozess handelt, ist dieser sehr schnell und auch für Endlosbänder (Coils) geeignet.

## Bauformen von Walzenrichtmaschinen
Etabliert haben sich Bauformen von Richtmaschinen, bei denen eine Walzenreihe fest und eine weitere beweglich angeordnet ist. Qualitätskriterien für präzise Walzenrichtmaschinen (auch: Präzisionsrichtmaschinen) sind:
- Anordnung der beweglichen Walzenreihe im Block
- Anzahl der Richtwalzen
- gute Abstützung der Richtwalzen (Verhindern des Durchbiegens der Richtwalzen)
- kleine Richtwalzen (im Verhältnis zur Blechdicke)
- kleine Richtwalzenabstände.

Immer wichtiger wird die Steuerung von modernen Walzenrichtmaschinen.

## Richten von Teilen und Blechtafeln
Beim Stanzen, Lasern, Autogen- und Plasmaschneiden von Blechen werden Spannungen frei. Die Blechtafeln oder die getrennten Blechteile können Unebenheiten aufweisen. Bei thermischen Trennen sorgt der Schneidstrahl zusätzlich für eine starke Erwärmung des Materials. Dadurch entsteht ein starkes Temperaturgefälle im Werkstoff, was zu zusätzlichen Spannungen im Blech führen kann. Ein anschließender (Teile-)Richtvorgang macht die Blechteile wieder eben.

## Richten von Coils und Bändern
Richten von Bändern bzw. Coils ist aufgrund der im Coil vorhandenen Spannungen und Unebenheiten sinnvoll. Coilkrümmung und Querwölbung sind die häufigsten Ebenheitsfehler von Coils. Walzenrichtmaschinen mit 7 bis 13 Richtwalzen reichen aus, um Coilkrümmungen ausreichend zu richten. Für weitere Ebenheitsfehler sind bis zu 21 Richtwalzen oder zusätzliche Verstellachsen an der Richtmaschine notwendig.
Das Richten von Coils geschieht meist in Vorbereitung eines folgenden Verarbeitung (Stanzen, Umformen etc.). Dabei ist es die Hauptaufgabe der Richtmaschine (u. a. auch durch Spannungsreduktion im Blech) einen prozesssicheren Folgeprozess zu gewährleisten.

## Anwendung
Das Richten mit Walzenrichtmaschinen wird in der Regel eingesetzt, wenn hohe Stückzahlen gerichtet werden müssen. Im Vergleich zu anderen Richtverfahren (z. B. dem Richten mit Pressen) ist das Verfahren sehr präzise und prozesssicher. Einsatzgebiete sind in der gesamten industriellen Blechverarbeitung zu finden (u. a. Automobilindustrie, Luftfahrt, Maschinenbau, Elektroindustrie, Schiffsbau).